# Caeneressa hoenei
Caeneressa hoenei är en fjärilsart som beskrevs av Obraztsov 1957. Caeneressa hoenei ingår i släktet Caeneressa och familjen björnspinnare. Inga underarter finns listade i Catalogue of Life.